# Miss Tierra
Miss Tierra es un título de belleza femenina. También se conoce así al certamen que lo confiere y que es realizado anualmente, donde se califican la belleza integral, inteligencia, seguridad, elegancia y porte que poseen las candidatas al título. Las participantes y ganadoras le dan significado e importancia a esta competencia de belleza promoviendo causas ambientales de relevancia e involucrándose activamente en la preocupación por la protección del medio ambiente. Cada concursante representa un país o región y la ganadora del título lo lleva por un periodo de alrededor de un año, añadiendo a él, el año en que lo ganó. La actual Miss Tierra es Drita Ziri, de Albania.
Miss Tierra es un concurso de belleza muy popular sobre todo en Filipinas, donde cada edición es seguida por casi la mitad de su población, en otras partes del mundo, no es tan conocido. 
Además de sus objetivos ambientales, la ganadora de Miss Tierra se involucra en proyectos ambientales internacionales. Durante el mes que dura el certamen, la organización lleva a las delegadas de Miss Tierra a destinos turísticos seleccionados para mostrar y promover estos lugares a los espectadores internacionales del concurso. Las participantes también intervienen en ceremonias de plantación de árboles, programas ambientales y programas culturales de inmersión, y patrocinan visitas y viajes entre estos relacionados al ecoturismo.

## Historia
El certamen Miss Tierra fue fundado en 2001 por Carousel Productions Inc. de Filipinas. Su organizador creó el certamen después de perder los derechos para continuar produciendo el concurso de Miss Asia-Pacífico. En sus años de existencia, el concurso se ha realizado en Filipinas en los meses de octubre o noviembre, y se ha televisado en Filipinas por ABS-CBN con transmisiones internacionales por STAR TV y The Filipino Channel. Debido a un correcto trabajo de promoción y difusión, Miss Tierra se ha convertido en uno de los concursos de belleza más grandes del mundo. A 2009, 627 mujeres han participado en él, y 138 naciones o territorios han enviado alguna vez una candidata. Naciones o territorios que no envían candidata alguna a otros certámenes, como Miss Universo o Miss Mundo, se muestran interesados en concursar en el Miss Tierra —un ejemplo de ellos son Tokelau, Sudán, Niue, Samoa o Cuba, entre otros—.
Miss Tierra ganó el interés de la prensa internacional en 2003, después de que Vida Samadzai, una mujer afgana que ahora reside en los Estados Unidos, desfiló con un bikini rojo. Samadzai era la primera mujer afgana en competir en un certamen de belleza internacional en casi tres décadas y, además, el hecho de que llevara un bikini causó un alboroto en su país islámico natal.
En 2006 el certamen iba a realizarse en Santiago de Chile. La organización chilena fracasó y entonces las Filipinas actuó como país anfitrión nuevamente. Curiosamente, ese año ganó Hil Yesenia Hernández Escobar de Chile. En 2007, 88 candidatas participaron en Miss Tierra, superando en número de concursantes a Miss Universo y a Miss Internacional.

## Sistema de competencia
La elección de Miss Tierra es un proceso muy largo, que año tras año mueve una enorme cantidad de personas y de dinero a través del mundo.
En cada país interesado en mandar una candidata, existe un franquiciado que, tras el pago de una cantidad de dólares (que varía según el tamaño y la capacidad económica de cada país), tiene los derechos en ese país para enviar una delegada, bajo reglas que Carousel Productions impone. 
Algunas de esas reglas básicas son las siguientes:
- Mujer de nacimiento
- Que la delegada nunca se haya casado.
- Nunca haber estado embarazada.
- Tener entre 18 y 28 años cumplidos al día del concurso.
- Estatura mínima de 5 pies, 5 pulgadas (1,65 m).
- Conocimiento de la situación ambiental y de la cultura de su país.
- Extrovertida y amigable.
- Buena condición física.
- Belleza facial y cuerpo proporcionado.

Las concursantes se reúnen un mes antes en el lugar sede. Durante este período, las candidatas realizan varias actividades, como eventos con patrocinadores, y reciben premios especiales. También ponen en marcha campañas en favor de la ecología, siembran árboles y «protestan» contra el calentamiento global y la contaminación.
La noche final se anuncia a las dieciséis semifinalistas, elegidas con anticipación. De este grupo, se selecciona a ocho finalistas y, finalmente, a las cuatro finalistas. Entre estas últimas, y tras contestar la misma pregunta, se definen las posiciones finales, que consisten en títulos que llevan el nombre de los elementos naturales: Miss Tierra, la ganadora absoluta; Miss Tierra Aire, equivalente a primera dama de honor (2.º lugar); Miss Tierra Agua, segunda dama de honor (3.er lugar); y Miss Tierra Fuego, tercera dama de honor (4.º lugar).

## Ganadoras
| Edición | Año  | Miss Tierra                               | País                 | Sede                                            | Ciudad anfitriona                    |
| ------- | ---- | ----------------------------------------- | -------------------- | ----------------------------------------------- | ------------------------------------ |
| 1.ª     | 2001 | Catharina Svensson                        | Dinamarca            | Teatro de la Universidad de Filipinas           | Ciudad Quezón, Filipinas             |
| 2.ª     | 2002 | Džejla Glavović (destituida)              | Bosnia y Herzegovina | Teatro Francisco Balagtas                       | Manila, Filipinas                    |
| 2.ª     | 2002 | Winifred «Winnie» Adah Omwakwe (sucesora) | Kenia                | Teatro Francisco Balagtas                       | Manila, Filipinas                    |
| 3.ª     | 2003 | Dania Patricia Prince Méndez              | Honduras             | Teatro de la Universidad de Filipinas           | Ciudad Quezón, Filipinas             |
| 4.ª     | 2004 | Priscilla Meirelles de Almeida            | Brasil               | Teatro de la Universidad de Filipinas           | Ciudad Quezón, Filipinas             |
| 5.ª     | 2005 | Alexandra Braun Waldeck                   | Venezuela            | Teatro de la Universidad de Filipinas           | Ciudad Quezón, Filipinas             |
| 6.ª     | 2006 | Hil Yesenia Hernández Escobar             | Chile                | Museo Nacional                                  | Manila, Filipinas                    |
| 7.ª     | 2007 | Jessica Nicole Trisko                     | Canadá               | Teatro de la Universidad de Filipinas           | Ciudad Quezón, Filipinas             |
| 8.ª     | 2008 | Karla Paula Ginteroy Henry                | Filipinas            | Clark Expo Amphitheater                         | Pampanga, Filipinas                  |
| 9.ª     | 2009 | Larissa Ribeiro Ramos Costa               | Brasil               | Boracay Ecovillage Resort and Convention Center | Boracay, Filipinas                   |
| 10.ª    | 2010 | Nicole Estelle Faria                      | India                | Vinpearl Amphitheater                           | Nha Trang, Vietnam                   |
| 11.ª    | 2011 | Olga Mercedes Álava Vargas                | Ecuador              | Teatro de la Universidad de Filipinas           | Ciudad Quezón, Filipinas             |
| 12.ª    | 2012 | Tereza Fajksová                           | República Checa      | Versailles Club House                           | Alabang, Muntinlupa, Filipinas       |
| 13.ª    | 2013 | Alyz Sabimar Henrich Ocando               | Venezuela            | Versailles Club House                           | Alabang, Muntinlupa, Filipinas       |
| 14.ª    | 2014 | Jamie del Rosario Herrell                 | Filipinas            | Teatro de la Universidad de Filipinas           | Ciudad Quezón, Filipinas             |
| 15.ª    | 2015 | Angelia Gabrena Paglicawan Ong            | Filipinas            | Marx Halle                                      | Viena, Austria                       |
| 16.ª    | 2016 | Katherine Elizabeth Espín Gómez           | Ecuador              | Mall of Asia Arena                              | Manila, Filipinas                    |
| 17.ª    | 2017 | Karen Santos Ibasco                       | Filipinas            | Mall of Asia Arena                              | Manila, Filipinas                    |
| 18.ª    | 2018 | Nguyễn Phương Khánh                       | Vietnam              | Mall of Asia Arena                              | Manila, Filipinas                    |
| 19.ª    | 2019 | Nellys Rocío Pimentel Campusano           | Puerto Rico          | Cove Manila, Okada Manila Resort & Casino       | Parañaque, Gran Manila, Filipinas    |
| 20.ª    | 2020 | Lindsey Marie Coffey                      | Estados Unidos       | Certamen virtual                                | Certamen virtual                     |
| 21.ª    | 2021 | Destiny Evelyn Wagner                     | Belice               | Certamen virtual                                | Certamen virtual                     |
| 22.ª    | 2022 | Mina Sue Choi                             | Corea del Sur        | Cove Manila, Okada Manila Resort & Casino       | Parañaque, Gran Manila, Filipinas    |
| 23.ª    | 2023 | Drita Ziri                                | Albania              | Vạn Phúc City, Hiệp Bình Phước                  | Thủ Đức, Ciudad Ho Chi Minh, Vietnam |
| 24.ª    | 2024 | Jessica Lane                              | Australia            | Okada Manila                                    | Parañaque, Gran Manila, Filipinas    |
| 25.ª    | 2025 |                                           |                      | FPJ Arena                                       | San Jose, Batangas, Filipinas        |

## Galería
Estas son algunas ganadoras del concurso:

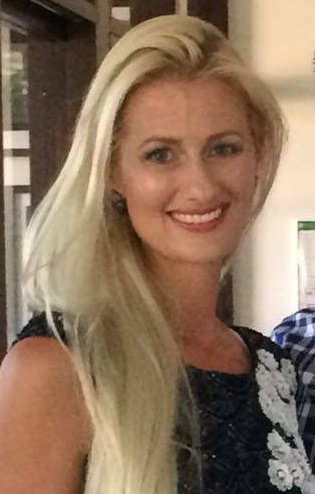
Miss Tierra 2001 Catharina Svensson Dinamarca.
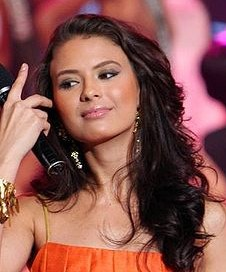
Miss Tierra 2004 Priscilla Meirelles Brasil.
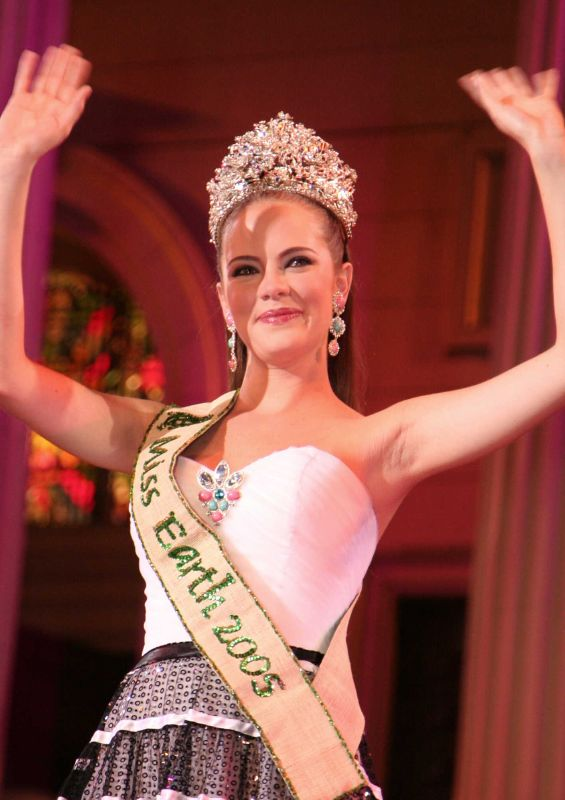
Miss Tierra 2005 Alexandra Braun Venezuela.
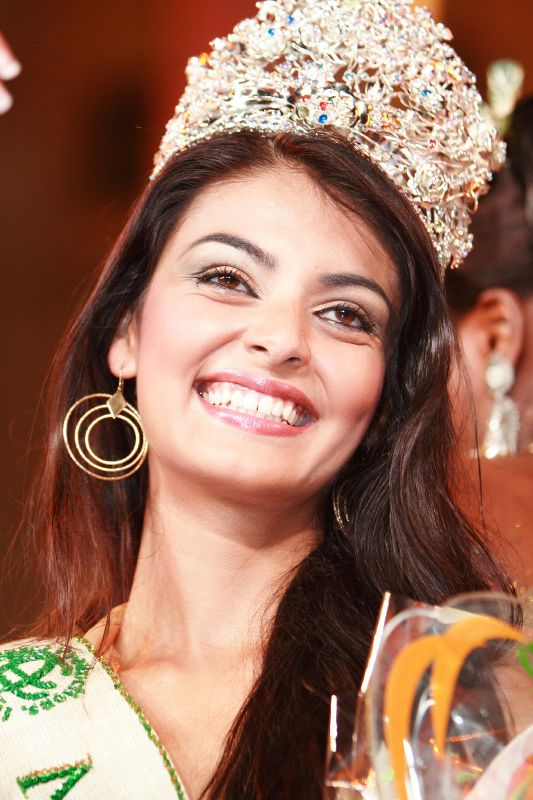
Miss Tierra 2006 Hil Hernández Chile.
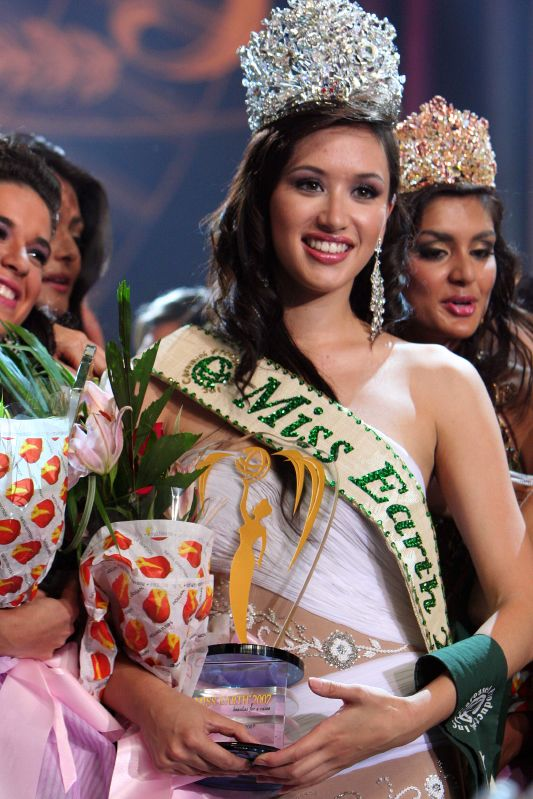
Miss Tierra 2007 Jessica Nicole Trisko
 Canadá.
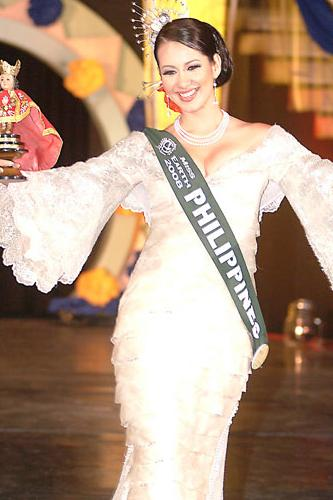
Miss Tierra 2008 Karla Henry Filipinas.
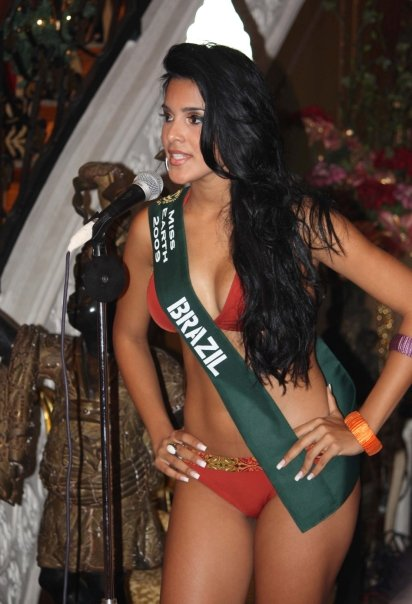
Miss Tierra 2009 Larissa Ramos Brasil.
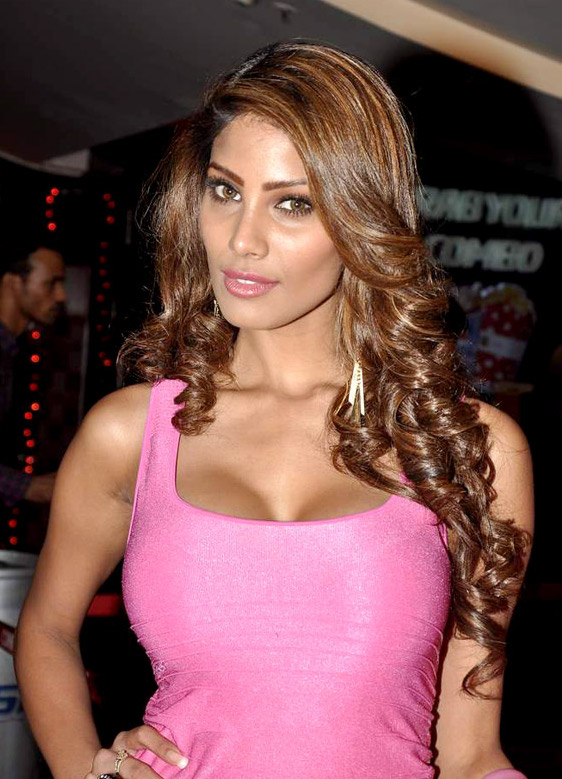
Miss Tierra 2010 Nicole Faria India.
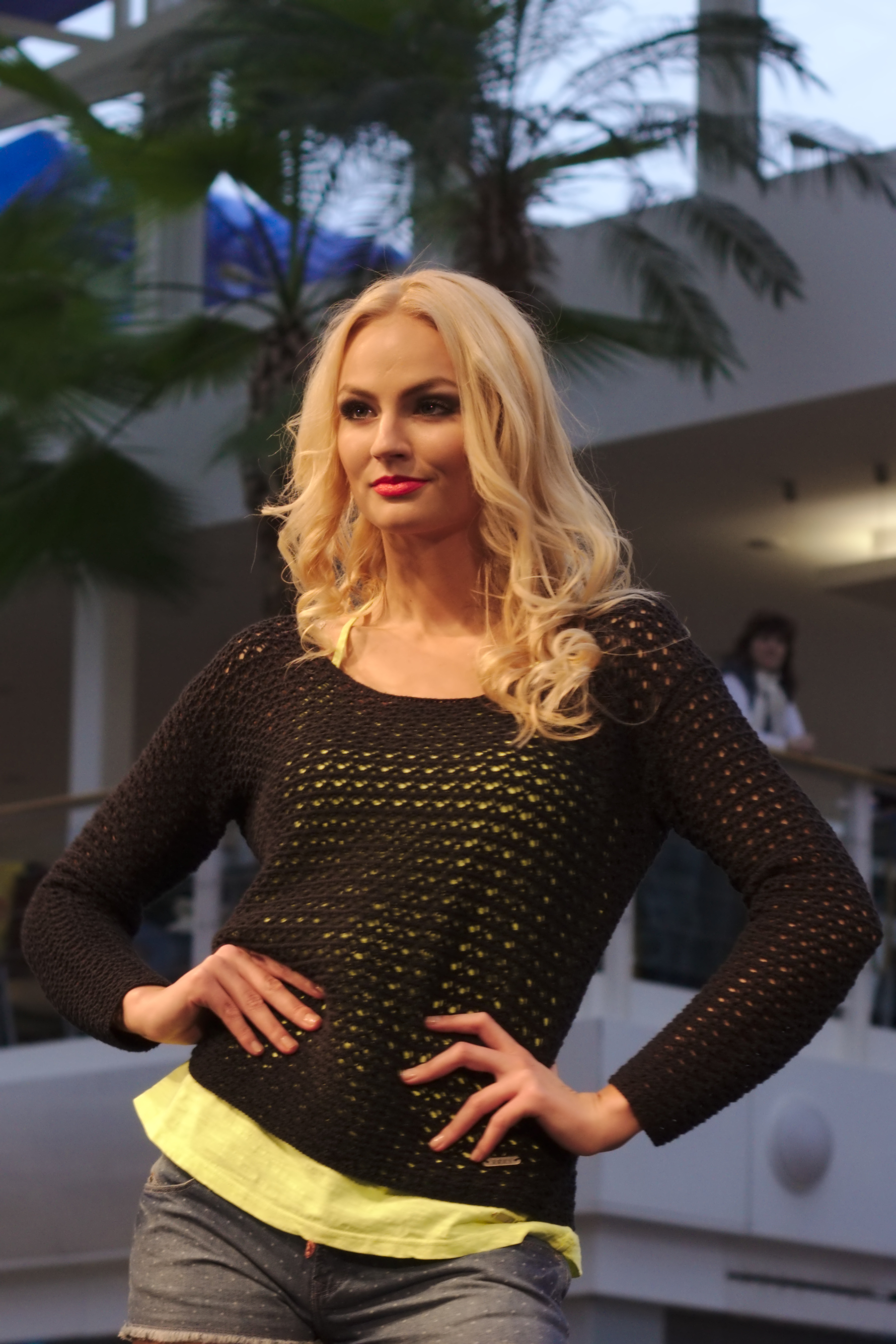
Miss Tierra 2012 Tereza Fajksová
 República Checa.
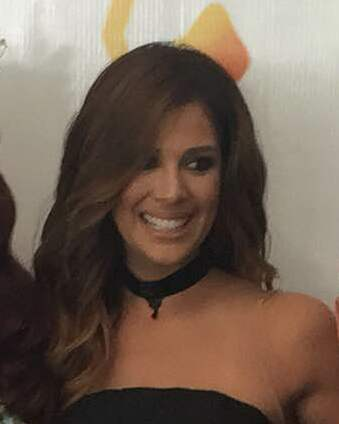
Miss Tierra 2013 Alyz Henrich Venezuela.
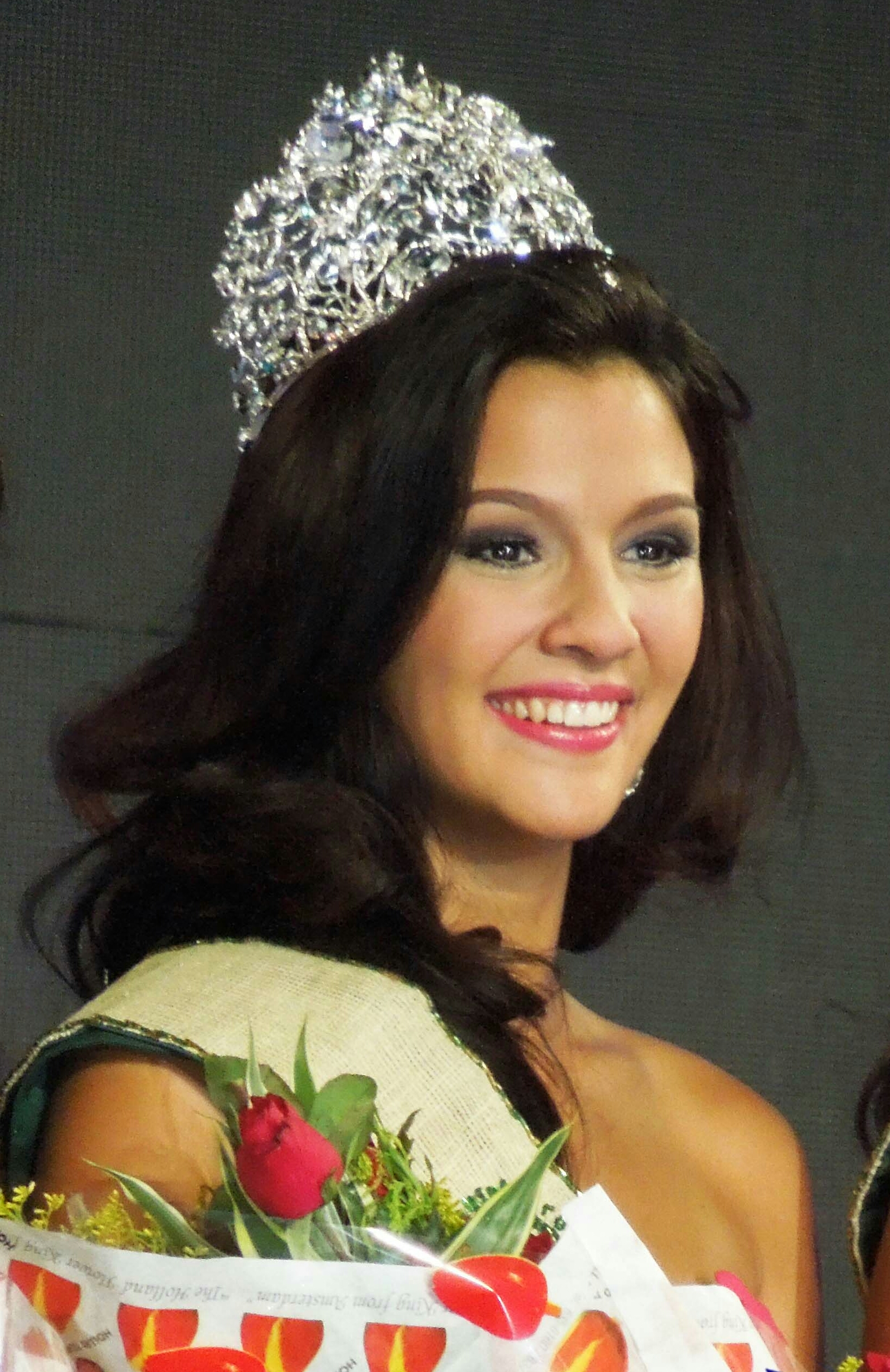
Miss Tierra 2014 Jamie Herrell Filipinas.
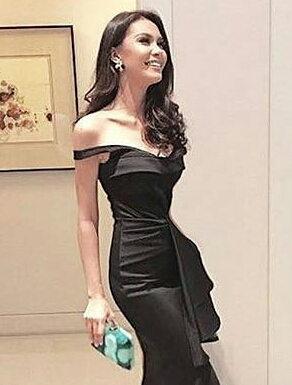
Miss Tierra 2015 Angelia Ong Filipinas.
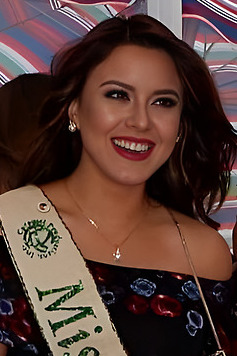
Miss Tierra 2016 Katherine Espín
 Ecuador.
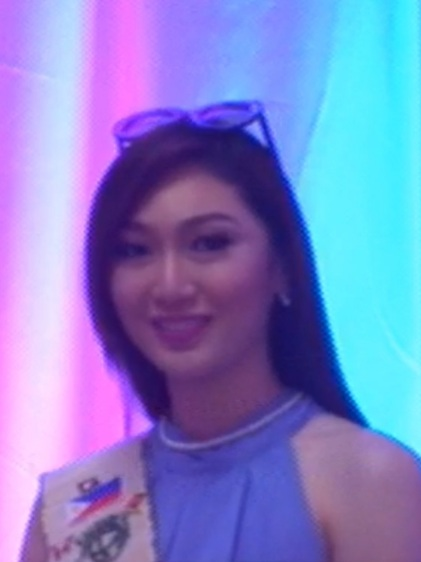
Miss Tierra 2017 Karen Ibasco Filipinas.
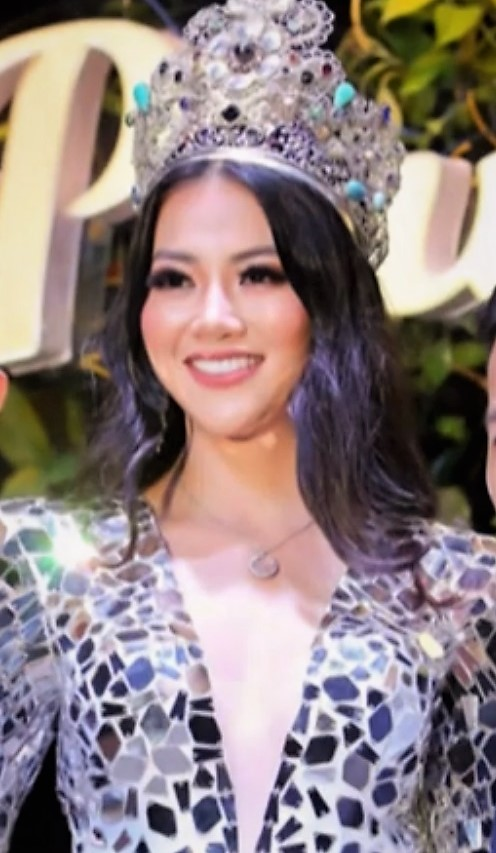
Miss Tierra 2018 Nguyễn Phương Khánh Vietnam.
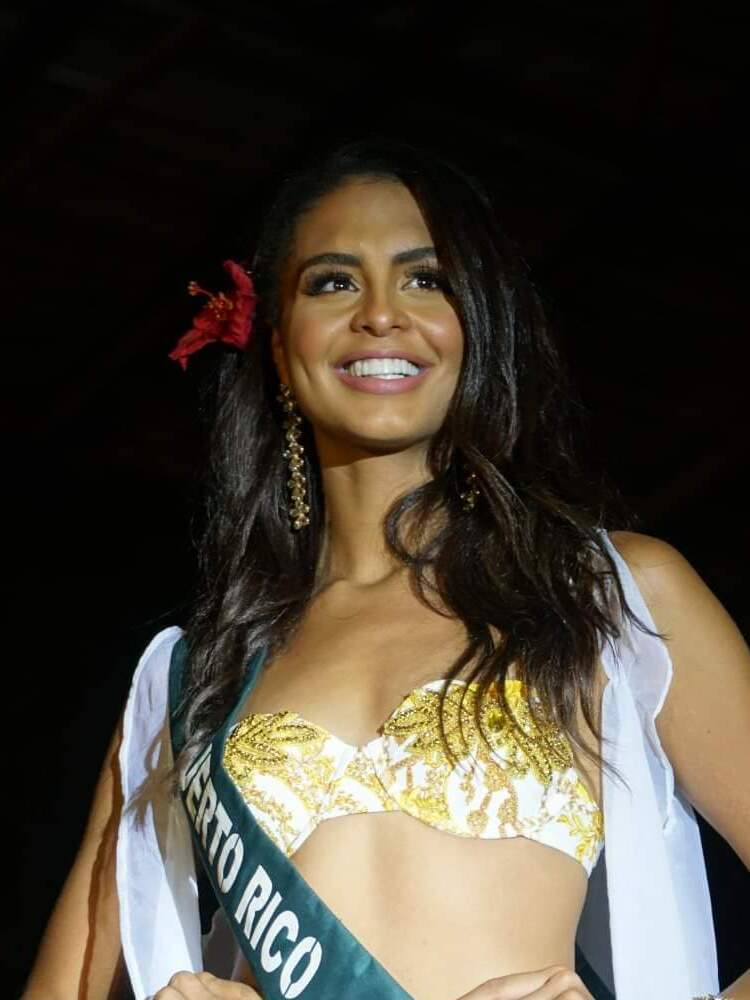
Miss Tierra 2019 Nellys Pimentel
 Puerto Rico.
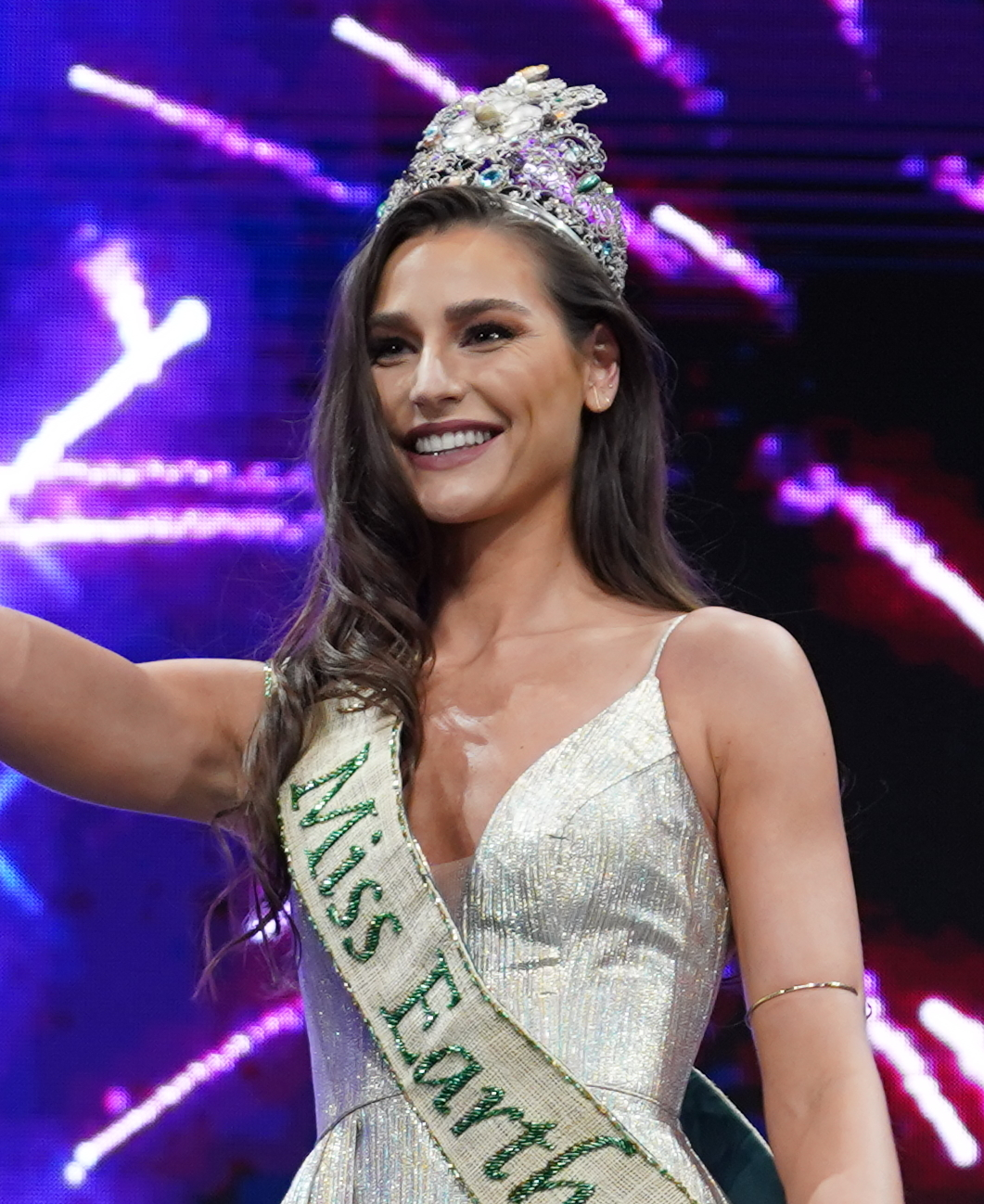
Miss Tierra 2020 Lindsey Coffey Estados Unidos.
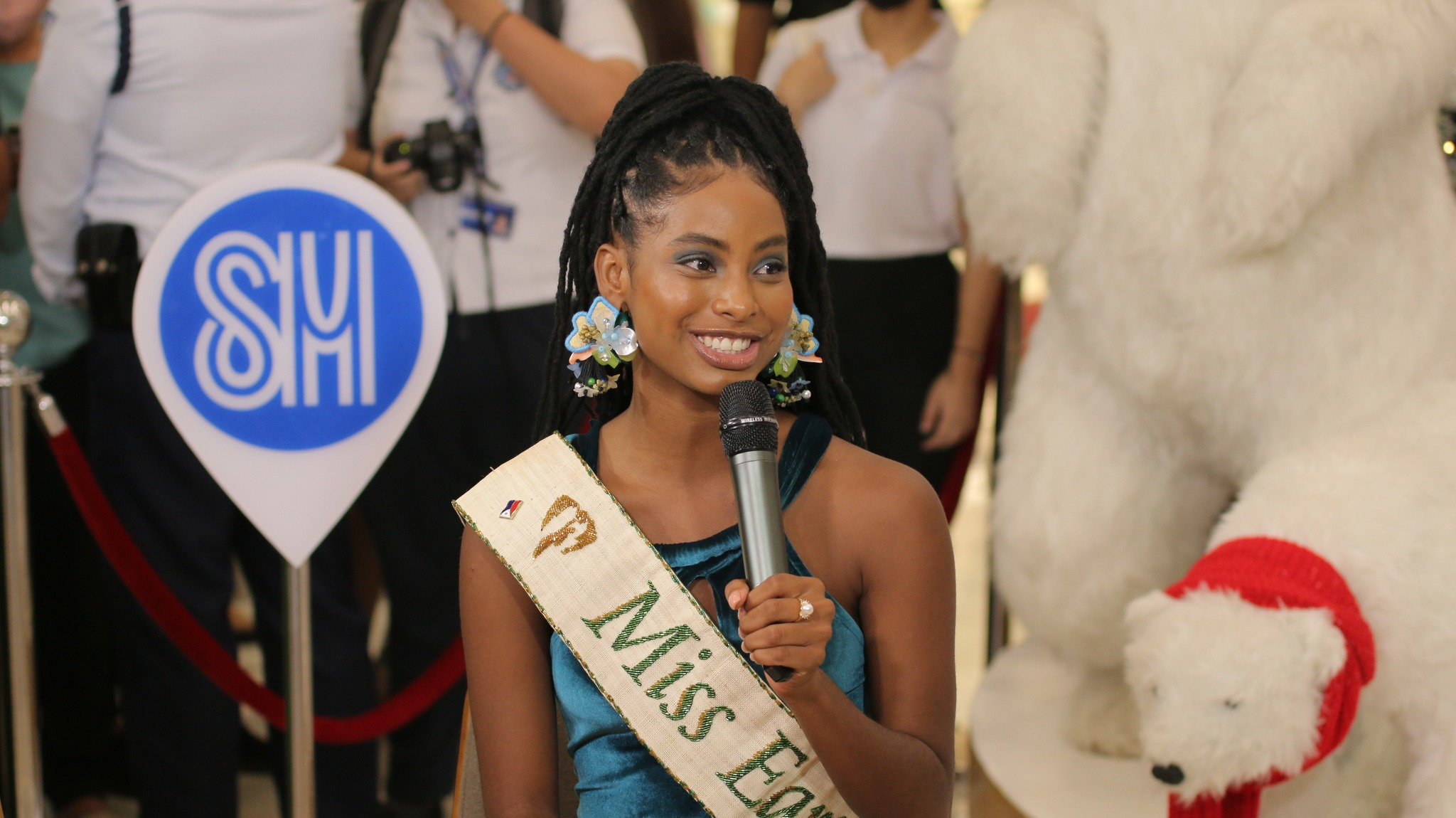
Miss Tierra 2021 Destiny Wagner Belice.
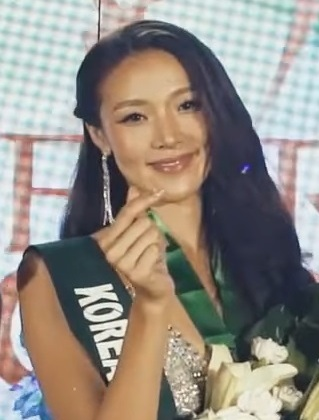
Miss Tierra 2022 Mina Sue Choi Corea del Sur.

## Países ganadores

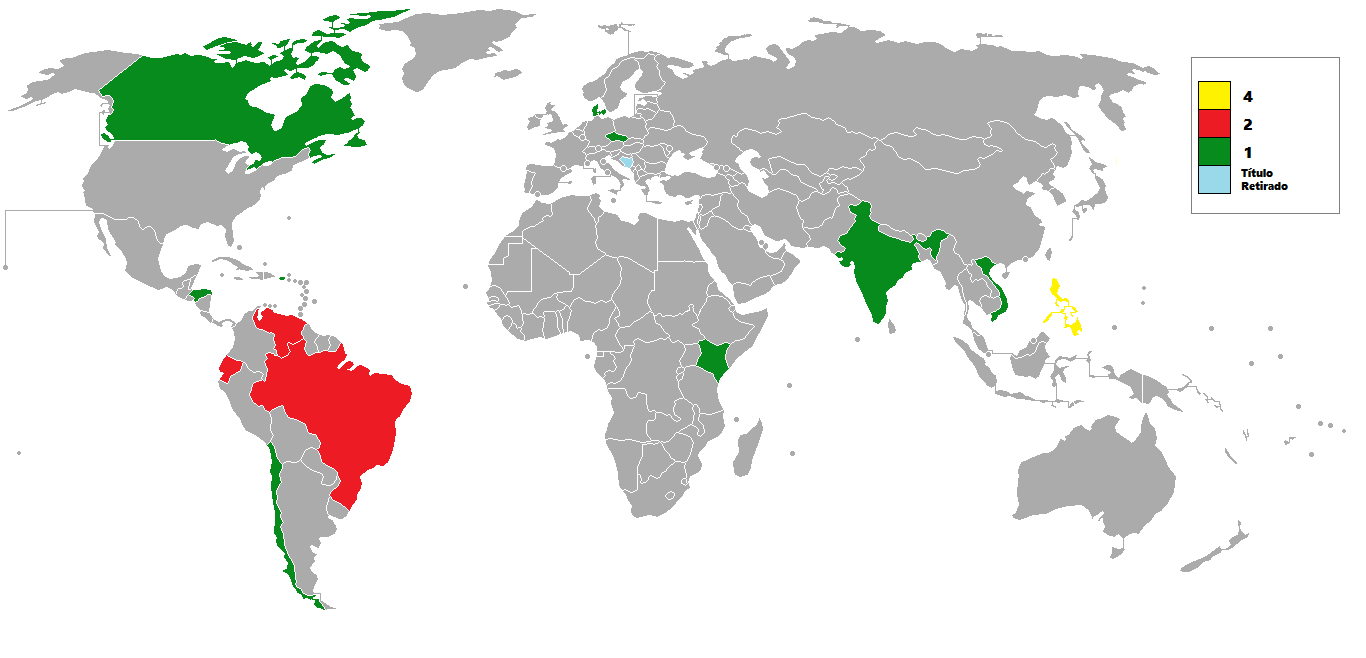
Títulos de Miss Tierra obtenidos por país.

| País                 | Títulos | Año(s)                 |
| -------------------- | ------- | ---------------------- |
| Filipinas            | 4       | 2008, 2014, 2015, 2017 |
| Ecuador              | 2       | 2011, 2016             |
| Venezuela            | 2       | 2005, 2013             |
| Brasil               | 2       | 2004, 2009             |
| Australia            | 1       | 2024                   |
| Albania              | 1       | 2023                   |
| Corea del Sur        | 1       | 2022                   |
| Belice               | 1       | 2021                   |
| Estados Unidos       | 1       | 2020                   |
| Puerto Rico          | 1       | 2019                   |
| Vietnam              | 1       | 2018                   |
| República Checa      | 1       | 2012                   |
| India                | 1       | 2010                   |
| Canadá               | 1       | 2007                   |
| Chile                | 1       | 2006                   |
| Honduras             | 1       | 2003                   |
| Kenia                | 1       | 2002                   |
| Bosnia y Herzegovina | 1       | 2002                   |
| Dinamarca            | 1       | 2001                   |

## Curiosidades acerca del concurso
Miss Tierra ha ganado popularidad y prestigio, pero a pesar de ello, existen detalles que le restan seriedad y suscitan críticas:
- No existe una reglamentación acerca de la nacionalidad de las concursantes, algunas de ellas, han participado en otros certámenes representando a otro país.
- El lema de Miss Tierra es «Belleza por una causa» (Beauty for a cause), que recuerda mucho el de Miss Mundo «Belleza con un propósito» (Beauty with a purpose).
- Se ha criticado a Miss Tierra, por el hecho que en menos de 4 años, ganasen concursantes del país dueño del concurso: Filipinas. Perdiendo toda credibilidad y objetividad que tenía este concurso.[11]
- También se ha criticado el hecho de que las misses siembren árboles y protesten en favor de la ecología no sea un mero requerimiento de la organización, y que finalmente no resulte sincero de parte de ellas.
- Otra crítica que se le ha hecho al concurso es sobre el sistema de medallas, con el cual se premia a las ganadoras de competencias previas, como traje nacional, de baño o gala. Muchas de las aspirantes que han ganado medallas no quedan ni siquiera entre las semifinalistas; incluso quienes logran más medallas rara vez resultan ganadoras.
- En 2002, Džejla Glavović de Bosnia y Herzegovina ganó la corona de Miss Tierra en Filipinas. Según varias de las candidatas, ella nunca participó en las actividades previas al concurso, no convivía con las demás y se notaba una preferencia de la organización hacia ella. Finalmente, cuando es anunciada como ganadora, la mayoría de las participantes abandonaron el escenario en señal de protesta, y vitorearon a la primera finalista, Miss Kenia, que a la postre, resultó ser Miss Tierra 2002, ya que Glavović fue destituida de sus funciones.[12]
- Para el año 2006 estaba previsto que el concurso saliera por primera vez de Filipinas, celebrándose ese año y el siguiente en Santiago de Chile.[13] No obstante, las autoridades de ese país no pudieron comprometer todo el apoyo requerido para un evento de esa magnitud, tras lo cual se decidió mantener el concurso en Filipinas. Curiosamente, la ganadora del certamen 2006 fue de Chile.[14]

## Sobre los países ganadores y las ganadoras

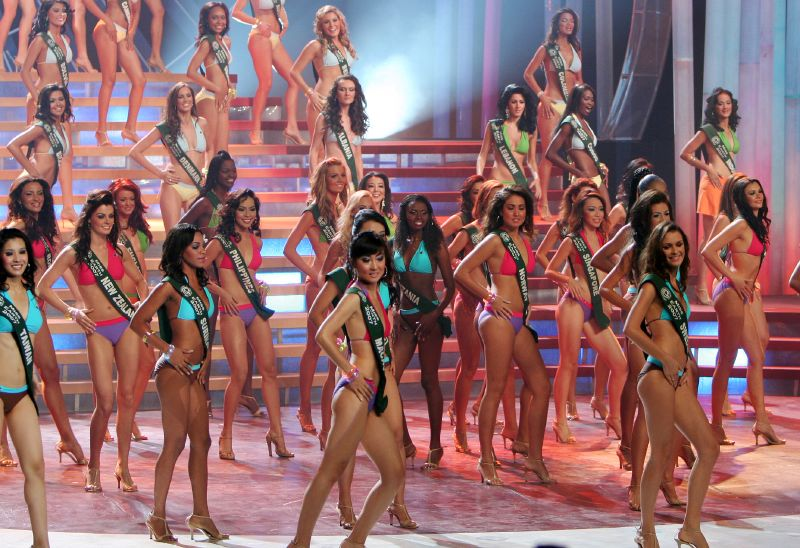
Desfile en Miss Tierra 2008.

- Filipinas (País dueño del concurso) es el país con más clasificaciones en toda la historia del Miss Tierra con 16 en total, le sigue Venezuela con 15.
- Venezuela es el país con más clasificaciones consecutivas en toda la historia del Miss Tierra con 14 en total desde 2005 hasta 2018.
- Venezuela es el país con mejor desempeño en Miss Tierra en un margen de 14 años quedando mínimo entre las 7 u 8 finalistas.
- Venezuela es el país con mayor número de reinas elementales en toda la historia del certamen con 10 en total: 2 Miss Tierra Fuego, 5 Miss Tierra Agua, 1 Miss Tierra Aire y 2 ganadoras de Miss Tierra, le sigue Filipinas con 9 reinas hasta la fecha: 3 Miss Tierra Agua, 2 Miss Tierra Aire, y 4 ganadoras de Miss Tierra.
- Venezuela en 2020 se convierte en el primer país en conseguir al menos una reina elemental del cuadro final; 2 Miss Tierra Fuego, 5 Miss Tierra Agua, 1 Miss Tierra Aire y 2 ganadoras de Miss Tierra.
- Ecuador en el año 2011, Fernanda Cornejo gana la corona del Miss Internacional en Chengdu, China, un mes después Olga Álava gana el Miss Tierra 2011 en Quezon City, Filipinas.
- Dinamarca ganó su primer título importante de belleza de su historia cuando Catalina Svensson ganó el Miss Tierra en 2001.[11]
- Dzejla Glavovic es la primera mujer de Bosnia y Herzegovina en ganar un título de belleza importante para su país. Ella es también la primera Miss Tierra en ser destronada, por no cumplir con sus obligaciones como portadora del título.[12]
- Kenia también ganó su primer título importante cuando Winnie Adah Omwakwe fue proclamada Miss Tierra de 2002 tras la destronación de Dzejla Glavovic de Bosnia y Herzegovina.[12]
- Miss Tierra de 2003, Dania Prince Méndez de Honduras participó en Miss Universo en 1998, donde no figuró entre las semifinalistas.
- Ganando el Miss Tierra en 2004, Priscilla Meirelles de Brasil hizo de su país el primero de los 5 junto a Venezuela, Filipinas, Puerto Rico y Estados Unidos en haber tenido una ganadora en los cuatro grandes concursos de belleza (Miss Universo, Miss Tierra, Miss Internacional y Miss Mundo).
- Filipinas (país dueño del concurso) es el país con más ganadoras de Miss Tierra con cuatro coronas y logrando el primer y único back to back de este concurso.
- Jessica Trisko, de Canadá, Miss Tierra 2007, es de origen filipino.
- Karla Henry, Miss Tierra 2008, Jamie Herrell, Miss Tierra 2014, y Karen Ibasco, Miss Tierra 2017 se coronaron en su propio país, Filipinas.
- 2 países han logrado ganar los certámenes de Miss Universo y Miss Tierra el mismo año: Venezuela en (2013) Miss Tierra 2013 Alyz Henrich y Miss Universo 2013 María Gabriela Isler, y Filipinas en (2015) Miss Tierra 2015 Angelia Ong y Miss Universo 2015 Pia Wurtzbach.

## Países participantes
En cuanto a participantes, Miss Tierra es muy flexible en cuanto a los países y territorios que pueden mandar una representante:
- Guadalupe[15] y Martinica, que son departamentos de ultramar de Francia, participan actualmente.

- Tíbet y Kosovo han participado, a pesar de no tener una independencia ni una autonomía reconocida mundialmente; lo mismo ocurrió con Sudán del Sur, antes de su independencia en 2011.
- En 2001 recibió a una concursante de Zanzíbar, parte de Tanzania, y al mismo tiempo una representante de esta última.

- 7 países han participado en todas las ediciones de este concurso: 
  -  Australia
  -  Bolivia
  -  Estados Unidos
  -  Filipinas
  -  India
  -  Singapur
  -  Tailandia
- Los países y territorios que han enviado por vez primera una concursante en los últimos diez años son:
  -  Angola (2017)
  -  Bielorrusia (2017)
  -  Irak (2016)
  -  Kirguistán (2016)
  -  Palestina (2016)
  -  Armenia (2015)
  -  Nueva Caledonia (2015)
  -  Myanmar (2014)
  -  Namibia (2014)
  -  Bonaire (2013)
  -  Costa de Marfil(2013)
  -  Islas Vírgenes Británicas (2013)
  -  Islas Cook (2012)
  -  Moldavia (2012)
  -  Reunión (2012)
  -  Aruba (2011)
  -  Austria (2011)
  -  Sri Lanka (2011)
  -  Crimea (2010)
  -  Guyana (2010)
  -  Madagascar (2010)

- Algunos países (qué aún existen como tal) han dejado de enviar concursantes en más de una década, esta lista incluye a:
  -  Nicaragua (2012)
  -  Islandia (2007)
  -  Niue (2007)
  -  República del Congo (2007)
  -  Tíbet (2007)
  -  Macedonia del Norte (2006)
  -  Afganistán (2005)
  -  Camboya (2005)
  -  Tokelau (2005)
  -  Bulgaria (2004)
  -  Chad (2004)
  -  Antigua y Barbuda (2003)
  -  Gibraltar (2003)
  -  Barbados (2002)

## Relación con otros grandes concursos de belleza

### Con Miss Universo
Miss Tierra tiene un sistema de competencia similar al de Miss Universo; se diferencia en que se eligen de entre más de 90 candidatas a un grupo selecto de semifinalistas, después este grupo se reduce a ocho finalistas que pasan por una serie de preguntas relacionadas al medio ambiente y el planeta Tierra. Al final de estas ocho salen cuatro ganadoras que reinaran durante un año con los nombres de los cuatro elementos Tierra, Aire, Agua y Fuego.
Varias reinas nacionales han tomado parte en ambos concursos. Tradicionalmente, concursan primero en Miss Universo y después en Miss Tierra, aunque ha habido sus excepciones. Resultado de ello, Dania Prince de Honduras, obtuvo el título de Miss Tierra 2003, después de haber concursado, sin figuración, en el Miss Universo 1998, convirtiéndose así en la primera hispanohablante en ganarlo.
Solo dos países han ganado ambos concursos el mismo año:
- Venezuela (2013) Miss Tierra 2013 Alyz Henrich y Miss Universo 2013 María Gabriela Isler
- Filipinas (2015) Miss Tierra 2015 Angelia Ong y Miss Universo 2015 Pia Wurtzbach

### Con Miss Mundo
Debido a la cercanía con la que ambos certámenes se realizan, la relación de ambos es muy poca. Aun así ha habido concursantes que han tomado parte de ambos certámenes, pero en diferentes años. Por otra parte, hasta ahora no ha habido alguna ganadora, de un concurso, que previamente haya tomado parte del otro.

### Con Miss Internacional
En 2011, la representante de Ecuador en el Miss Internacional, Fernanda Cornejo, ganó la corona del Miss Internacional en Chengdu, China; un mes después, Olga Álava ganó el Miss Tierra 2011 en Quezon City, Filipinas.